# انتخابات الرئاسة البيروية 1904
انتخابات الرئاسة البيروفية 1904 هي انتخابات رئاسية جرت في 1904، في بيرو.
فاز بالانتخابات خوسيه باردو ذ باريدا.